# Чен Лин
Чен Лин (кин: 陈璘, 1543-1607), кинески војсковођа и адмирал у периоду династије Минг. Командовао је кинеском морнарицом у Кореји током Кинеско-јапанског рата (1592—1598).

## У Кореји
Корејски извори наводе да је Велики Адмирал Чен Лин дошао у помоћ Кореји у јануару 1598, током друге јапанске инвазије Кореје, са флотом од 500 кинеских бродова: најпре је свечано дочекан од краља Чосона, а затим, још свечаније, од корејског адмирала Ји Сун-Сина, коме се придружио у блокади јапанских снага на јужној обали Кореје. По истим изворима, кинески адмирал био је способан војник, али необично охол, и његова сарадња са Корејанцима у рату против Јапанаца била је углавном резултат веште дипломатије корејског адмирала Ји Сун Сина, који је свом кинеском савезнику одавао почасти у свакој прилици. По корејским изворима, адмирал Ји био је тај који је планирао и водио поморске операције, док је кинески адмирал у свему слушао његове савете, али је у замену примао све заслуге, плен и награде за постигнуте победе. Корист за Кореју била је изванредна: кинеска флота дошла је индиректно под команду адмирала Јиа, док је кинески адмирал сарађивао и ангажовао своје снаге до максимума. Иако су кинески морнари у први мах пљачкали корејско становништво као у непријатељској земљи, адмирал Ји успео је да наговори адмирала Чена да заведе строгу дисциплину. У сачуваним писмима кинеског адмирала корејском краљу, Чен Лин бираним речима хвали адмирала Јиа као изванредног човека и војника.
Два адмирала су заједно водила две велике битке: опсаду Сунчеона (1598), у којој је адмирал Чен изгубио 19 бродова, и битку код Норјанга (1598), у којој је јапанска флота коначно уништена.